# Ciclabile della Valle Isarco
La ciclabile della Valle Isarco (in tedesco Radweg Eisacktal) fa parte delle piste ciclabili dell'Alto Adige. Questo percorso ciclabile parte da Brennero e giunge a Bolzano e snodandosi lungo l'inizialmente stretta valle Isarco che si allarga però in diversi punti dove vi sono vigneti e meleti.

## Descrizione

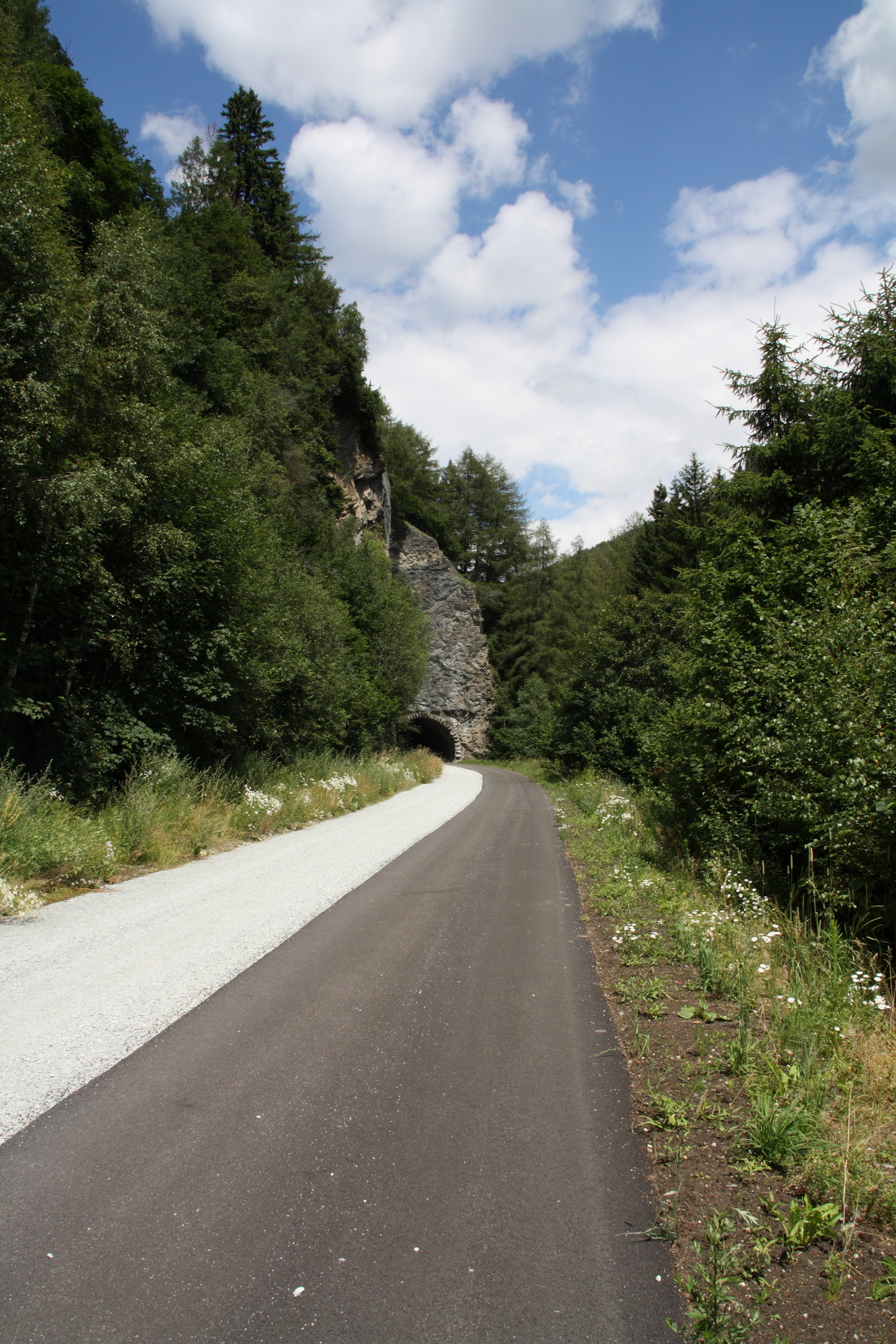
La ciclabile poco dopo Brennero

La ciclabile segue per lo più il corso del fiume Isarco intersecando più volte la strada statale SS 12, l'autostrada A22 e la ferrovia del Brennero, dove quest'ultima è stata riutilizzata dopo che è stata trasferita in galleria.
Partendo dal passo del Brennero inizia il percorso che conduce dopo circa 10 chilometri al paese di Colle Isarco, percorrendo inizialmente il vecchio percorso ferroviario. Dopo un primo tornante per l'accesso all'occidentale val di Fleres si giunge ad uno dei borghi più belli d'Italia, Vipiteno con possibili sbocchi sulla val Ridanna e la valle di Racines, dove si trovano le cascate di Stanghe. Dopo aver lasciato il borgo, si giunge nei pressi di Campo di Trens, da cui si può visitare il vicino santuario dedicato a "Nostra Signora delle Valanghe", oltre che ai castelli Guelfo, Pietra e Tasso.
Dopo alcune leggere salite si giunge a Fortezza, dove si trova l'omonima fortificazione asburgica oltre al suo lago artificiale. Qui si ha uno svincolo per la ciclabile della Pusteria, che conduce fino a San Candido in circa 60 chilometri e con un dislivello pari a circa 430 metri.
Nel caso nostro proseguiamo in direzione sud, passando dapprima accanto al lago di Varna e di seguito per l'abbazia di Novacella, in breve si giunge alla città vescovile di Bressanone.
Da Bressanone, dove il fondovalle si allarga e i meleti e i vigneti dominano il paesaggio, si raggiunge in breve il borgo medievale di Chiusa da dove si scorge alto il monastero di Sabiona. In seguito si scende verso Ponte Gardena ammirando sul versante orientale le località di Villandro e di Barbiano con le sue cascate, mentre sopra al paese si intravede castel Trostburg.

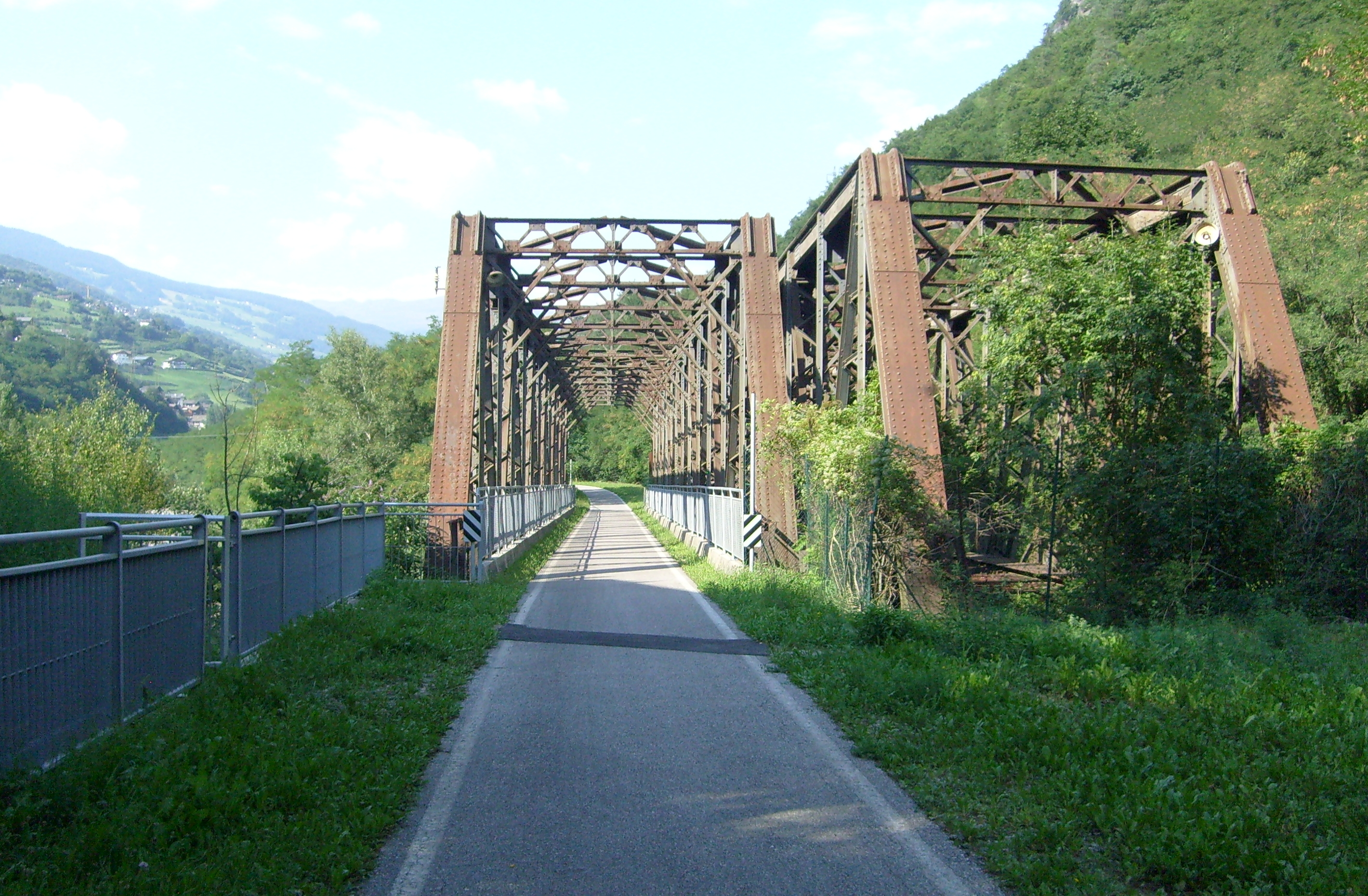
Presso Ponte Gardena la ciclabile sfrutta ancora il vecchio tracciato ferroviario

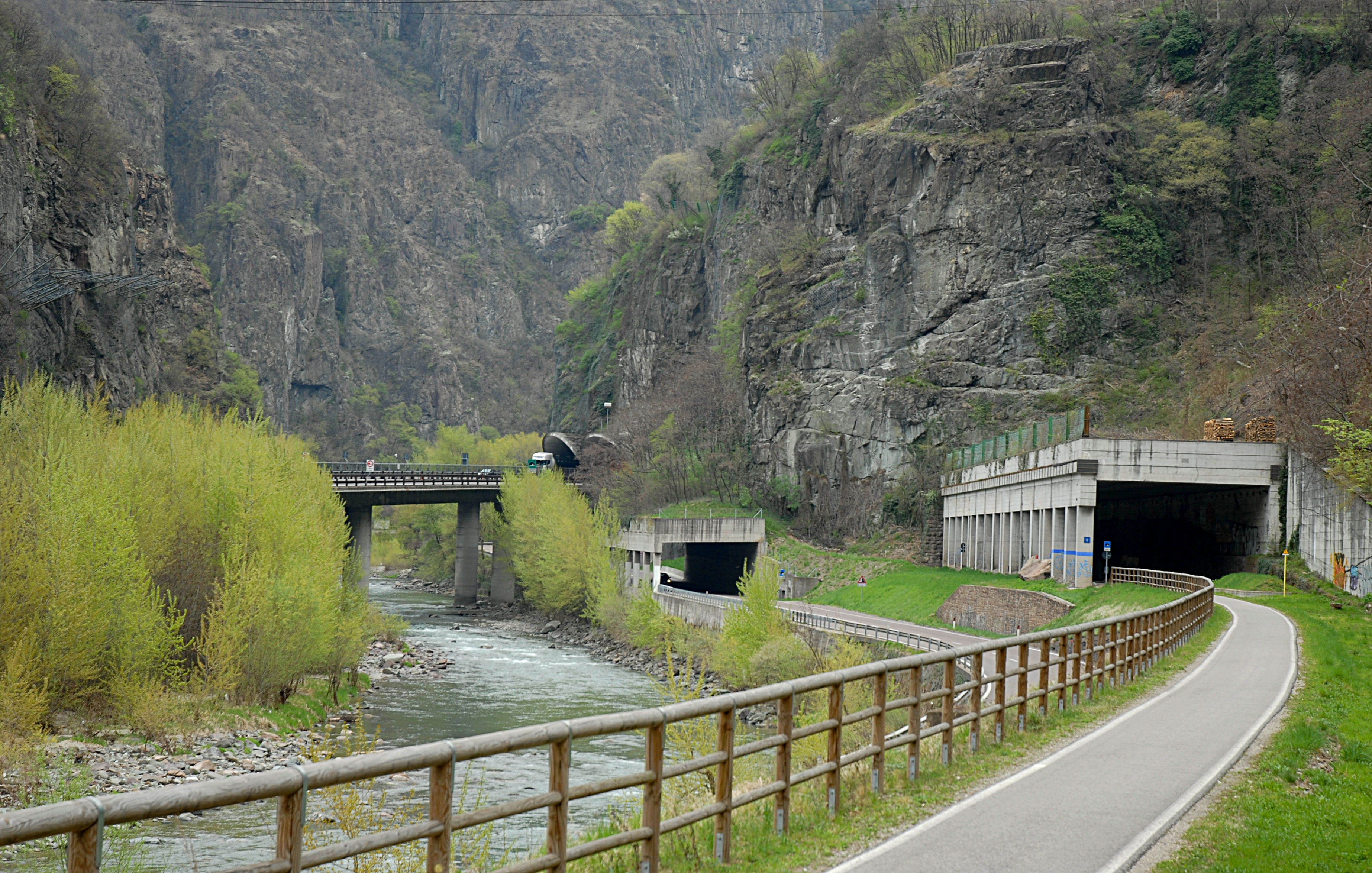
La vallata nei pressi di Prato Isarco

Dopodiché la vallata si restringe passando da Colma dove la pista ciclabile percorre il vecchio tracciato della ferrovia fino a Cardano dove è possibile scorgere le condotte forzate della centrale idroelettrica e il castel Cornedo. Da Prato all'Isarco inizia l'Augenreise cioè galleria a cielo aperto di opere d'arte, che conduce infine dopo circa 100 chilometri a Bolzano.

## Caratteristiche
La pista ciclabile risulta asfaltata e ben segnalata oltre ad essere quasi sempre in leggera discesa, soprattutto da Bressanone in giù, quindi senza grandi difficoltà di percorrenza. Molti sono gli spunti culturali per il ciclo-turista.

## Progetti
La ciclabile della valle Isarco rientra nella ciclopista del Sole, parte del progetto EuroVelo 7 sul territorio italiano. È il primo ramo della rete nazionale BicItalia, lungo circa 3000 km, che attraversa tutta l'Italia da nord a sud, dal Brennero a Siracusa, essendo stato finanziato nel 1991 a VeloCity dalla federazione italiana amici della bicicletta (FIAB).

## Tappe principali
- Brennero (Brenner) 1 374 m s.l.m.
- Vipiteno (Sterzing) 948 m s.l.m.
- Fortezza (Franzensfeste) 749 m s.l.m.
- Bressanone (Brixen) 559 m s.l.m.
- Chiusa (Klausen) 523 m s.l.m.
- Ponte Gardena (Weidbruck) 471 m s.l.m.
- Bolzano (Bozen) 232 m s.l.m.